# راية حتاحت
راية حتاحت لاعبة تايكوندو أردنية تلعب لنادي بواسل عبدون بـالأردن. ولدت في 26 ديسمبر 1989 في عمان

## مسيرتها الرياضية
نافست في مسابقة 49 كجم للسيدات في دورة الألعاب الاولمبية الصيفية 2012، بديلة عن اللاعبة دانا حيدر التي اعتذرت بسبب الإصابة بقطع الرباط الصليبي للقدم.
وافقت اللجنة المنظمة العليا بشرط موافقة الاتحاد الدولي للتايكوندو، الذي وافق بدوره، ولعبت راية أول مباراة بالفعل لكنها هُزمت أمام لاعبة المكسيك جانيت بيناتا بنتيجة 12-1.
يذكر ان اللاعبة راية حتاحت كانت ضمن المنتخب الوطني الأول لوزن تحت 46 كجم بالاردن. ولعبت 7 مباريات مسجلة، فازت بثلاثة منهم بمعدل 42.9٪ وشاركت في 4 بطولات دولية منذ عام 2009 وهي مصنفة رقم 3.081 على العالم بمجموع نقاط 54 نقطة.

## روابط خارجية
- راية حتاحت على موقع أوليمبيديا (الإنجليزية)